# Energía renovable en Tuvalu
La energía renovable en Tuvalu es un sector en crecimiento del suministro de energía del país. Tuvalu se ha comprometido a convertirse en el primer país en obtener el 100% de su electricidad de fuentes de energía renovables para 2020. Esto se considera posible debido al pequeño tamaño de la población de Tuvalu y sus abundantes recursos de energía solar debido a su ubicación tropical. Es algo complicado porque Tuvalu consiste en nueve islas habitadas. La Política Nacional de Energía de Tuvalu (TNEP) se formuló en 2009, y el Plan de Acción Estratégico de Energía define y dirige los desarrollos energéticos actuales y futuros para que Tuvalu pueda alcanzar el ambicioso objetivo de energía 100% renovable para la generación de energía para 2020. Se espera que el programa cuesta 20 millones de dólares y cuenta con el apoyo del e8, un grupo de 10 compañías eléctricas de los países del G8. El Gobierno de Tuvalu trabajó con el grupo e8 para desarrollar el Proyecto de Energía Solar de Tuvalu, que es un sistema solar conectado a la red de 40 kW que está destinado a proporcionar aproximadamente el 5% de la demanda máxima de Funafuti y el 3% de los hogares de la Corporación de Electricidad de Tuvalu. consumo.
Tuvalu participa en la Alianza de Pequeños Estados Insulares (AOSIS, por sus siglas en inglés), que es una coalición de pequeños países insulares y costeros de baja altitud que están preocupados por su vulnerabilidad a los efectos adversos del cambio climático global. En virtud de la Declaración de Majuro, que se firmó el 5 de septiembre de 2013, Tuvalu se compromete a implementar la generación de energía del 100% de energía renovable (entre 2013 y 2020), que se propone implementar utilizando energía solar fotovoltaica (95% de la demanda) y biodiésel ( 5% de la demanda). Se considerará la viabilidad de la generación eólica. En noviembre de 2015, Tuvalu se comprometió a reducir las emisiones de gases de efecto invernadero del sector de la generación eléctrica (energía) a casi cero emisiones para 2025.

## Huella de carbono de Tuvalu
La energía de Tuvalu proviene de las instalaciones de generación de electricidad que utilizan diesel importado que traen los barcos. La Corporación de Electricidad de Tuvalu (TEC) en la isla principal de Funafuti opera la gran central eléctrica (2000).   kW).
La central eléctrica de Funafuti comprende tres generadores diésel de 750 kVA con una tensión de funcionamiento de 11 kV, que se instaló en 2007. La potencia total de salida es de 1.800   kW. Los viejos generadores han permanecido desconectados (1920   kW) pero están disponibles como respaldo para el sistema principal. El costo del diésel está subsidiado por aproximadamente el 40% del consumo anual de combustible a través de la Asistencia para subvenciones sin proyecto del Japón (NPGA), aunque este subsidio puede finalizar, lo que expondrá el verdadero costo de la generación de electricidad con diesel.
Siete de las ocho islas externas son propulsadas por 48 - 80   kW cada uno de los generadores diésel con una capacidad de generación total por isla con un promedio de 176   kW, aunque Vaitupu genera 208.   kW y Nukulaelae genera 144.   kW. Niulakita opera sistemas solares domésticos individuales de corriente continua. En las otras islas, los generadores diésel funcionan durante 12 a 18 horas por día. Para las pequeñas centrales eléctricas en las islas periféricas, el combustible debe transferirse a barriles de 200 l y descargarse de los barcos. Un pequeño proyecto para alimentar los sistemas de telecomunicaciones interinsulares mediante energía fotovoltaica comenzó en 1979 pero fue mal administrado.
Un proyecto instaló cientos de pequeños sistemas solares domésticos, así como refrigeradores médicos alimentados con energía solar a partir de principios de la década de 1980, pero una capacitación y administración deficientes llevaron a problemas de instalación y mantenimiento.
Tuvalu, apenas por encima del nivel del mar en cualquier punto, está preocupado por el calentamiento global y el aumento del nivel del mar y ve su uso de energía renovable como un ejemplo moral para otros cuya influencia es mayor. Kausea Natano, ministra de servicios públicos e industrias de Tuvalu en el Ministerio de Telavi, dijo esto como "Agradecemos a quienes están ayudando a Tuvalu a reducir su huella de carbono ya que fortalecerá nuestra voz en las próximas negociaciones internacionales. Y esperamos con ansias el día en que nuestra nación ofrezca un ejemplo para todos: con recursos naturales como el sol y el viento ".

## Proyecto de Desarrollo del Sector Energético de Tuvalu (PESD)
En 2014, la Corporación de Electricidad de Tuvalu (TEC) comenzó a implementar un Plan Maestro de Energía Renovable y Eficiencia Energética (MPREEE) a través del Proyecto de Desarrollo del Sector de la Energía de Tuvalu (PESD), que se basa en la Política Nacional de Energía de Tuvalu, 2009.

## Compromiso bajo la Declaración de Majuro 2013.
El Ministerio de Sopoaga dirigido por Enele Sopoaga se comprometió en virtud de la Declaración de Majuro, que se firmó el 5 de septiembre de 2013, para implementar la generación de energía de energía 100% renovable (entre 2013 y 2020). Se propone implementar este compromiso utilizando energía solar fotovoltaica (95% de la demanda) y biodiésel (5% de la demanda). Se considerará la viabilidad de la generación eólica.

## Compromiso bajo la Convención Marco de las Naciones Unidas sobre el Cambio Climático (CMNUCC) 1994
El 27 de noviembre de 2015, el Gobierno de Tuvalu anunció sus contribuciones previstas determinadas a nivel nacional (NDC) en relación con la reducción de gases de efecto invernadero (GEI) en virtud de las disposiciones de la Convención Marco de las Naciones Unidas sobre el Cambio Climático (CMNUCC), que entró en vigor el 21 de marzo de 1994. : 
| " | Tuvalu se compromete a reducir las emisiones de gases de efecto invernadero del sector de la generación eléctrica (energía) en un 100%, es decir, casi cero emisiones para 2025. | ” |

| " | El objetivo indicativo cuantificado de Tuvalu para toda la economía de reducir las emisiones totales de GEI de todo el sector energético a 60% por debajo de los niveles de 2010 para 2025. | ” |

| " | Estas emisiones se reducirán aún más de los otros sectores clave, la agricultura y los residuos, dependiendo de la tecnología y las finanzas necesarias. | ” |

| " | Estos objetivos van más allá de los objetivos enunciados en la Política Nacional de Energía de Tuvalu (NEP) y la Declaración de Majuro sobre Liderazgo Climático (2013). Actualmente, el 50% de la electricidad proviene de fuentes renovables, principalmente de energía solar, y esta cifra aumentará al 75% en 2020 y al 100% en 2025. Esto significaría un uso casi cero del combustible fósil para la generación de energía. Esto también está en línea con nuestra ambición de mantener el calentamiento a menos de 1.5 °C, si existe la posibilidad de salvar a atolones como Tuvalu. | ” |

## Energía solar
En 2007, Tuvalu obtenía el 2% de su energía de la energía solar, través de 400 pequeños sistemas administrados por la Sociedad Cooperativa Eléctrica Solar de Tuvalu. Estos se instalaron a partir de 1984 y, a fines de la década de 1990, el 34% de las familias en las islas externas tenían un sistema fotovoltaico (que generalmente alimentaba 1-3 luces y quizás unas pocas horas al día de uso de la radio). Cada una de las ocho islas tenía un centro médico con un refrigerador para vacunas con energía fotovoltaica y el técnico solar de cada isla tenía un sistema fotovoltaico más grande que funcionaba con un refrigerador doméstico. El seguimiento de las instalaciones no mostró deterioro de los paneles fotovoltaicos, pero los interruptores y los accesorios de iluminación sufrieron daños o fallaron debido al aire salado. 
La implementación del Proyecto de Energía Solar de Tuvalu en 2008-9, involucró la instalación de un 40   Sistema solar conectado a la red de kW destinado a proporcionar aproximadamente el 5% de la demanda máxima de Funafuti y el 3% del consumo anual de TEC en los hogares. El primer sistema a gran escala en Tuvalu fue un 40   Instalación de paneles solares de kW en el techo de Tuvalu Sports Ground . Este 40 conectado a la red   El sistema solar de kW fue establecido en 2008 por el E8 y el gobierno de Japón a través de Kansai Electric Company (Japón) y contribuye con el 1% de la producción de electricidad en Funafuti. Los planes futuros incluyen expandir esta planta a 60.   kW. 
Un 46   La instalación solar de kW con almacenamiento de batería en la Escuela secundaria de Motufoua en la isla de Vaitupu se puso en funcionamiento el 27 de noviembre de 2009. En la fecha de instalación, se describió como el mayor sistema de electricidad híbrido diésel-solar fotovoltaico (PV) en el Pacífico Sur. Antes de la instalación del sistema, la escuela residencial dependía de un generador diésel, que debía apagarse durante la noche. El sistema de sistema híbrido ahorra miles de dólares en costos de diésel y proporciona a la escuela un suministro de energía las 24 horas, con hasta 200   kW por día.
La financiación de otros sistemas conectados a la red del sistema solar fotovoltaico se anunció a finales de 2011 para Funafuti, con los fondos proporcionados por el Fondo de la Comunidad del Medio Ambiente del Pacífico (PEC). En 2015, un programa de ayuda de Nueva Zelanda dio como resultado que Solarcity e Infratec Renewables, dos empresas de Nueva Zelanda, instalaran paneles fotovoltaicos en edificios gubernamentales en Funafuti. Se espera que estos paneles fotovoltaicos generen 170.   Los kW de electricidad y se estima que entregan el 5 por ciento de los requerimientos de energía para Funafuti y reducirán la dependencia de Tuvalu del diesel hasta en 62,000 litros.
Una organización sin fines de lucro, Alofa Tuvalu, promueve el calentamiento solar de agua y los hornos solares, además de investigar la producción de biogás, biodiésel y etanol.
En enero de 2014, Tuvalu firmó un acuerdo con MASDAR, una empresa del Gobierno de los EAU, que proporcionará US $ 3 millones en ayuda para ayudar a Tuvalu a solarizar las islas exteriores, a fin de reducir la dependencia del combustible fósil para la generación de electricidad.
En 2014, Nueva Zelanda y la Unión Europea acordaron proporcionar financiamiento al gobierno de Tuvalu para instalar sistemas de energía solar fotovoltaica (PV) con respaldo de batería en las islas exteriores. El proyecto de 191kWp proporcionará electricidad a las islas las 24 horas del día y permitirá a Tuvalu ahorrar hasta 120,000 litros de diésel por año, lo que equivaldrá a una reducción en el gasto de diésel de aproximadamente AU $ 200,000 por año. Este proyecto dará como resultado la construcción de cuatro sistemas híbridos solares a pequeña escala que se ubicarán en Vaitupu, Nanumanga, Nanumea y Niutao . De enero a marzo de 2015, Powersmart, una compañía de Nueva Zelanda, implementó la tecnología de energía solar alemana para construir la nueva central eléctrica de Vaitupu; con el próximo sistema híbrido solar que se está construyendo en Nanumaga en septiembre. El programa de instalación de 2015 continuó con Nanumea en octubre y Niutao en noviembre.

## Energía eólica
También se menciona la energía eólica como fuente de electricidad para el futuro. Tuvalu se comprometió, como parte de la Declaración de Majuro, a llevar a cabo la generación de energías 100 % renovables entre 2013 y 2020. Se considerará la viabilidad de la generación de energía eólica como parte de este compromiso.

## Filmografía
- Instalación de soportes solares para fútbol,(2012) video de Kansai Electric Power Company, el desarrollador del proyecto
- Tuvalu: Energía renovable en el Pacific Serie de Islas película documental (2012) Facilidad de Entorno Global (GEF), Programa de Desarrollo de las Naciones Unidas (UNDP) y SPREP